# 奥利维娅·博莱
奥利维娅·博莱（法語：Olivia Borlée，1986年4月10日—）生于沃吕韦-圣朗贝尔，是一名比利时女子田径运动员，主攻短跑项目。她的三个弟弟若纳唐、凯万和迪伦同样都是主攻短距离赛跑的田径选手。四人的父亲雅克（Jacques）也曾是一名短跑选手，自四人各自开始接触田径项目以来便担任他们的教练。奥利维亚曾担任2016年里约奥运比利时代表团的开幕式旗手。